# John W. Davis
John William Davis, född 13 april 1873 i Clarksburg, West Virginia, död 24 mars 1955 i Charleston, South Carolina, var en amerikansk demokratisk politiker och jurist. Han var demokraternas presidentkandidat 1924, då han förlorade mot republikanen Calvin Coolidge.
Davis blev 1895 advokat i födelsestaten West Virginia, och deltog där i det politiska livet på det demokratiska partiets sida och invades 1910 i representanthuset. Davis var ledamot av USA:s representanthus 1911-1913, då han var med om att skriva Clayton Antitrust Act. Under Woodrow Wilsons presidenttid var han 1913-18 solicitor general, och därefter USA:s ambassadör i Storbritannien 1918-1921. Redan 1920 omnämndes han som möjlig demokratisk presidentkandidat, och 1924 erhöll han partiets kandidatur som en kompromissman mellan William Gibbs McAdoo och Al Smith. Davis kandidatur var svag, och partiet fick inte ens 1/3 av rösterna. I presidentvalet 1924 förkastade han kraftigt Ku Klux Klan, något som kostade honom röster i Sydstaterna. Efter att ha lämnat politiken blev Davis en mycket framgångsrik affärsman och jurist i New York och företrädde storföretag inför USA:s högsta domstol.
Han var adoptivfar till Cyrus Vance som var utrikesminister under Jimmy Carter.
Davis far var delstatspolitikern i West Virginia och slaverianhängaren John James Davis.